# 库夫赖
库夫赖（法語：Coupvray，法語：[kuvʁɛ] ⓘ）是法国法蘭西島大區塞纳-马恩省的一個市鎮。

## 地理
库夫赖（48°53'31"N, 2°47'37"E）面积8.09 平方千米，位于法国法蘭西島大區塞纳-马恩省，巴黎遠郊。
与库夫赖接壤的市镇（或旧市镇、城区）包括：塞里斯、沙利费尔、谢西、埃斯布利、莱什、马尼勒翁格尔、蒙特里。
库夫赖的时区为UTC+01:00、UTC+02:00（夏令时）。

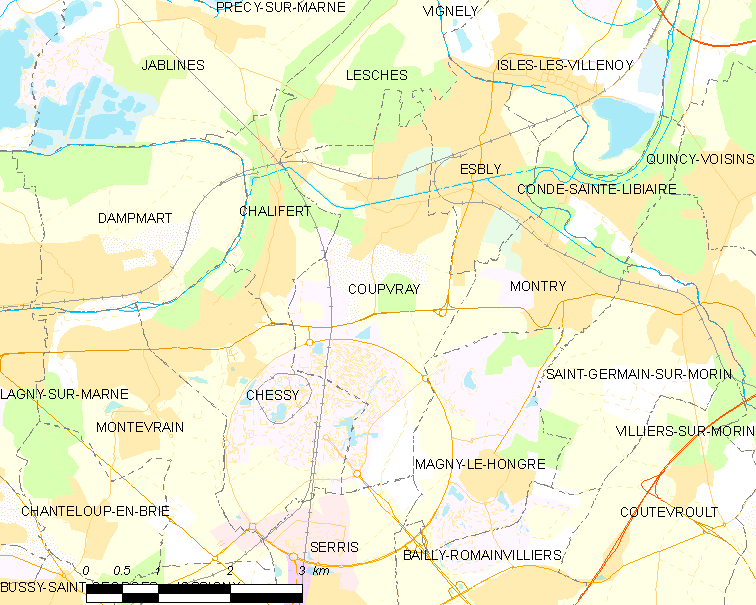
库夫赖的OSM定位图

## 行政
库夫赖的邮政编码为77700，INSEE市镇编码为77132。

## 政治
库夫赖所属的省级选区为塞里斯县。

## 人口

1962-2008年间库夫赖人口变化图示

库夫赖于2022年1月1日时的人口数量为3008人。

## 著名人物
- 路易·布萊葉—布萊葉點字法發明人，他的家現在被改建成布萊葉博物館。

1. ↑  Géoportail. . Géoportail.   [2020-03-22]. （原始内容存档于2017-01-29） （法语）.